# Flèche Hesbignonne-Cras Avernas
Flèche Hesbignonne-Cras Avernas of Haspengouwse Pijl is een voormalige eendaagse wielerwedstrijd die oorspronkelijk werd verreden tussen Niel en Sint-Truiden om later te worden betwist tussen Cras-Avernas en Remouchamps. 
De wedstrijd werd georganiseerd van 1952 tot en met 2006. Vanaf 2005 stond deze wedstrijd op de kalender van de UCI Europe Tour, categorie 1.2. In 2008 keerde de wedstrijd eenmalig terug.